# Som man är
Som man är var första singeln från Dia Psalmas återföreningsalbum, Djupa skogen, vilket utkom i oktober 2007. Maxisingeln "Som man är" gavs ut den 7 juni 2007. Livelåtarna är inspelade i Linköping i april 2007. En video finns till titelspåret. "Det döende barnet" har skrivits av Maritza Horn och Bo Dahlman. Text Trad Arr.
Maxisingeln är producerad av Dia Psalma och Daniel Johansson, inspelad i Crying Bob Studios av Daniel Johansson, mixad i Klinthstone Studios av Daniel Johansson och mastrad av Sören Von Malmborg i Cosmos.
Daniel Johansson - flygelhorn, trumpet och Ludde Rylander - barytonsaxofon, tenorsaxofon gästar på maxisingeln.

## Låtlista
- Som man är
- Det döende barnet (live)
- Mördarvals (live)
- Kalla Sinnen (live)
- Språk (live)

## Listplaceringar
| Lista (2007) | Placering |
| ------------ | --------- |
| Sverige      | 15        |

### Fotnoter
1. ↑  ”Djupa skogen”. Svensk mediedatabas. 10 oktober 2007. https://smdb.kb.se/catalog/id/002301523. Läst 27 juli 2019.
2. ↑  ”Som man är”. Svensk mediedatabas. 7 juni 2007. https://smdb.kb.se/catalog/id/002267562. Läst 27 juli 2019.
3. ↑  ”Som man är”. Swedishcharts. 1 mars 2007. https://swedishcharts.com/showitem.asp?interpret=Dia+Psalma&titel=Som+man+%E4r&cat=s. Läst 27 juli 2019.